# ديريك بالمر
ديريك بالمر (بالإنجليزية: Derek Balmer)‏ هو رسام بريطاني، ولد في 1934 في لندن في المملكة المتحدة.